# Mary Poppins (bogserie)
Mary Poppins er en serie på otte børnebøger skrevet af den australsk-britiske forfatterinde P.L .Travers og udgivet mellem 1934 til 1988. Mary Shepard var illustrator af hele serien.
Bøgernes omdrejningspunkt er den engelske barnepige Mary Poppins som ved hjælp af sine magiske evner bliver blæst af østenvinden til Cherry Tree Lane nummer 17, London, og ind i familien Banks' hjem for at passe deres børn. De møder både fortovstegnere og butiksejere med alverdens eventyr til følge, indtil Mary Poppins tager afsted igen, dvs. "springer ud". Kun i de første tre af de otte bøger kommer og går Mary Poppins. De sidste fem bøger fortæller om indtil da ufortalte eventyr fra hendes oprindelige tre besøg. Som Travers forklarer i sin introduktion til Mary Poppins i parken, "Hun kan ikke komme og gå for i al evighed." 
Walt Disney gjorde den til en musical med titlen Mary Poppins (1964), med Julie Andrews og Dick Van Dyke. Filmen Saving Mr. Banks (2013) skildrede tilblivelsen af filmen fra 1964. Disneys efterfølger til filmen fra 1964, Mary Poppins Returns, blev udgivet i 2018, med Emily Blunt i rollen som Poppins.
I 2004 producerede Disney Theatrical i samarbejde med Sir Cameron Mackintosh (som tidligere havde erhvervet scenerettighederne fra Travers) en teatermusical, som også fik titlen Mary Poppins i Londons West End teater. Teatermusicalen blev sat op på Broadway i New York i 2006, hvor den kørte frem til den 3. marts 2013. 

## Bøger

### Mary Poppins, udgivet 1934 (dansk udgivelse 1948)[4]
I den første bog introduceres læseren for familien Banks, som bor på Cherry Tree Lane nummer 17, London,  og består af hr. og fru Banks, deres børn Jane, Michael og tvillingerne John og Barbara, der kun er spædbørn. Efter børnenes barnepige, Katie Nanna, rasende har forladt dem, ankommer Mary Poppins med rejsetaske, blæst dertil af en meget stærk østenvind . Hun indvilliger i at tage jobbet (lover at blive "til vinden vender"), og børnene lærer hurtigt, at deres barnepige nok er streng, forfængelig og ofte kritisk men også har fantastiske magiske evner. Blandt andet får Jane og Michael serveret eftermiddagste svævende lige under loftet sammen med Mr. Wigg, kommer verden rundt ved hjælp af et kompas, køber honningkager af den meget gamle fru Corry, træffer kvinden med fuglene, deltager i dyrenes fødselsdagsfest i zoologisk have og er på juleindkøb sammen med stjernen Maja fra Plejaderne i stjernebilledet Tyren . Bogen afsluttes med det formentligt mest berømte billede forbundet med Mary Poppins, som slår sin paraply ud og lader vestenvinden fører sig væk. Hun efterlader en seddel til børnene om, at de ses igen en dag.

#### Originale og reviderede versioner af kapitlet "En skidt tirsdag".
Mary Poppins indeholdt en version af kapitlet "En skidt tirsdag", hvor Mary og børnene bruger et kompas til at rejse hele verden rundt på usædvanlig kort tid. Det originale manuskript fra 1934 beskrev en række kulturelle og etniske typer af kinesere, indfødte fra Alaska eller inuitter, afrikanere bosat syd for Sahara og indfødte amerikanere. Kritik fik Travers til at redigere kapitlet to gange. En revideret udgave fra 1967 slettede anstødelige ord, stereotype beskrivelser og dialog men bevarede handlingen med at besøge fremmede mennesker og tegningerne af de etniske stereotypiske mennesker som repræsentanter for kompassets fire verdenshjørner. I 1981 erstattede den originale illustrator Mary Shepard verdenshjørnerne med dyr; en isbjørn i nord, en ara i syd, en panda i øst og en delfin i vest. Mary Poppins var blevet fjernet fra San Francisco Public Library i 1980 på grund af den negative stereotypisering.  Den redigerede version fra 1981 blev inkluderet i BBC Radio 4 's 2004 udgave af Mary Poppins med Juliet Stevenson i hovedrollen.

### Mary Poppins Comes Back, udgivet 1935 (Mary Poppins kommer tilbage, dansk udgivelse 1966)[4]
Intet har været rigtigt efter Mary Poppins forlod Cherry Tree Lane nummer 17. Da Mrs. Banks en dag sender børnene ud i parken, flyver Michaels drage helt op i skyerne. Da Michael får trukket dragen ned, får alle sig en overraskelse ved at se Mary Poppins i den anden ende af snoren. Hun overtager ansvaret for børnene igen (selvom hun kun vil blive " indtil kæden på hendes halssmykke knækker"). Denne gang møder Jane og Michael den skrækindjagende Miss Andrew, får serveret eftermiddagste på hovedet og besøger et cirkus i himlen. I kapitlet "Den Nye" får familien en lillesøster Annabel og familien Banks er nu oppe på fem børn; tre døtre og to sønner. Ligesom i Mary Poppins forsvinder Mary til sidst (via en fortryllet karrusel og kaster sit halssmykke hen mod børnene i samme øjeblik), men denne gang med en "returbillet, for en sikkerheds skyld" hvis hun skulle vende tilbage.

### Mary Poppins Opens the Door, udgivet 1943 (Mary Poppins kigger ind, dansk udgivelse 1967)[4]
Sidste gang forlod Mary familien Banks' børn på Cherry Tree Lane, var det med en "returbillet, for en sikkerheds skyld". I den tredje bog daler hun ned i den samme park foran Cherry Tree Lane, som hun forlod, omgivet af fyrværkeri. Endnu en gang påtager hun sig ansvaret som barnepige i familien og leder Jane, Michael, de små tvillinger John og Barbara (foruden spædbarnet Annabel) på forskellige magiske eventyr. Denne gang besøger de hendes fætter Fred Twigley, bliver venner med en levende statue, rider på pebermynteheste og deltager i en havefest på havbunden.
(Denne bog slutter med, at Mary helt forlader Cherry Tree Lane. Hun åbner sin paraply og forsvinder ud i natten. Børnene er glade for, at hun holdt sit løfte om at blive, indtil døren åbnede, og hele familien samles glade omkring ilden. (Formentlig har hr. og fru Banks nu lært at bruge mere tid med deres børn, takket være Mary Poppins' lektioner).

### Mary Poppins in the Park, udgivet 1952 (Mary Poppins i parken, dansk udgivelse 1968)[4]
I den fjerde bog tager Mary Poppins familien Banks' børn med på seks udflugter i parken langs Cherry Tree Lane. Kronologisk fandt begivenhederne i denne bog sted under den anden eller tredje bog (henholdsvis Mary Poppins kommer tilbage og Mary Poppins kigger ind). De drikker blandt andet eftermiddagste med folket, der bor under mælkebøtterne, besøger katte på en anden planet og danser med deres skygger til en Halloweenfest.

### Mary Poppins Fra A til Z, udgivet 1962 (uden dansk udgivelse)
Mary Poppins bruger sin magi i 26 vignetter (en for hvert bogstav i det engelske alfabet), som handler om familien Banks' børn og andre karakterer fra Travers' tidligere romaner. Hver vignet er fyldt med sjove og usædvanlige ord, der starter med det fremhævede bogstav.

### Mary Poppins in the Kitchen, udgivet 1975 (uden dansk udgivelse)
Mary Poppins træder til, da familien Banks' kok tager pludselig orlov og tager børnene med i køkkenet. Bogen indeholder opskrifter.

### Mary Poppins i Cherry Tree Lane, udgivet 1982 (uden dansk udgivelse)
Mary Poppins tager familien Banks' børn med på endnu et spændende eventyr denne gang i anledningen af den magiske midsommeraften. Alt kan ske, og selv mytiske skikkelser kan komme svævende ned fra himlen. Bagerst i bogen er en liste med de botaniske, lokale såvel som de latinske navne på de urter, der er nævnt i historien.

### Mary Poppins and the House Next Door, udgivet 1988 (uden dansk udgivelse men udgivet som engelsk lydbog 3/12 2020)[8]
Beboerne på Cherry Tree Lane bliver bekymrede over nyheden om, at deres elskede nummer 18, et tomt hus, som alle naboerne har opfundet hver sin imaginære ønskede lejer til, nu skal fyldes med hr. Banks' barndomsguvernante, frøken Andrew, også kendt som "helligskrækken". Med hendes ubehagelige indflytning følger dog også en rar overraskelse, for Luti, en dreng fra Sydhavet, flytter med som både tjener og elev. Janes og Michaels forventning ved udsigten til en ny ven bliver til frustration over de begrænsninger, som frøken Andrews hypokondri har lagt på Luti, som lider mere og mere af hjemve efter sin familie og tropiske omgivelser. Når ønsket om at vende hjem bliver mere, end han kan bære, er det Mary Poppins, der gør turen mulig ved hjælp af et besøg hos Manden i Månen.

## Andre udgivelser baseret på bøgerne
På grund af seriens popularitet er der blevet udgivet adskillige andre udgaver i forskellige medier.

## Hovedpersoner

### Mary Poppins
Mary Poppins er en magisk barnepige, der lander i familien Banks' hjem på Cherry Tree Lane og overtager kommandoen over familiens børn. Hun indrømmer aldrig sine mystiske og magiske kræfter og spiller fornærmet, når et af børnene minder hende om hendes forgangne eventyr. Første gang bliver hun blæst til Cherry Tree Lane ved hjælp af sin paraply og østenvinden. Den første bog slutter med, at hun slår sin paraply ud og lader sig bære væk fra børnene af vestenvinden. I Disney-filmen af samme navn fra 1964 er hun portrætteret af Julie Andrews; i 2018-efterfølgeren Mary Poppins vender tilbage, er hun portrætteret af Emily Blunt; i BBC Radio 4 udgaven fra 2004 spilles hun af Juliet Stevenson; i 2004 West End musicalen, er hun portrætteret af Laura Michelle Kelly.

### Papegøjeparaply
Det er Mary Poppins' paraply. Med et sort håndtag formet som et papegøjehoved. Mary Poppins tager ham med, hvor hun end står og går. (Grunden til, at hun aldrig går nogen steder uden, er, som det bliver afsløret i historien "The Day Out", fordi hun vil tage sig bedst muligt ud, og håndtagets smukke papegøjehoved, får hende til tage sig bedst muligt ud). Første bog ender med, at hun slår ham ud på den første forårsdag, og vinden tager dem med sig og væk fra familien Bank' hus. Han elsker at flyve, som det står i den sidste historie i den tredje bog, da Mary Poppins efter at have "kigget ind" slår ham ud, og stiger hurtigt til vejrs, som om han er glad for at være fri. Siden han er en magisk papegøjeparaply, kan han både tale og flyve. I filmen fra 1964 er han godt klar over Mary Poppins' ægte følelser overfor børnene, men hun benægter det og siger, at de burde elske deres far mere end hende. I Disney Filmen fra 1964 lægger David Tomlinson stemme til ham udover at spille Mr Banks. Og i efterfølgeren fra 2018 lægger Edward Hibbert stemme til.

### Familien Banks' børneflok
I bøgerne tæller børneflokken 5: Jane (den ældste), Michael, de tveæggede tvillinger John og Barbara og Annabel . Jane og Michael er de ældste og deltager i de fleste af Mary Poppins' magiske eventyr; de har den mest synlige og talende plads blandt børnene. John og Barbara er småbørn, som først begynder at komme med på eventyr i den anden bog. Annabel er den yngste og bliver født i løbet af den anden bog. Selvom børnenes alder aldrig eksplicit bliver nævnt (og ligesom Mary Poppins synes de ikke at ældes i løbet af serien), er Jane formentligt ca. syv år i Mary Poppins Michael et til to år yngre, og John og Barbara fylder et år i samme bog og virker til at være ca. to år, da Annabel bliver født. Både i filmen og scenemusicalen er Jane og Michael de eneste børn i familien. I filmen er de portrætteret af Karen Dotrice og Matthew Garber; i efterfølgeren fra 2018 portrætteres de som voksne af Emily Mortimer og Ben Whishaw; i BBC Radio 4 udgaven fra 2004 spilles de af Sophie Stuckey og Jonathan Bee. John og Annabel optræder i filmen Mary Poppins Returns fra 2018 men som Michaels børn i stedet for hans søskende. Michael har desuden et tredje barn i filmen ved navn Georgie (sandsynligvis opkaldt efter Michaels far).

### Hr. Banks
George Banks er Mary Poppins' arbejdsgiver. Han er ansat i en bank og bor på Cherry Tree Lane nummer 17 med kone og børn. Han er temmelig fraværende men behandler sin kone og børn med studs kærlighed i bøgerne. Filmen giver ham en mere synlig rolle som en fortravlet gnavpot, som forlanger disciplin i huset og stort set ignorerer sin familie men forbedrer sig, da Bert får ham overbevist om, at mens han fokuserer på forretningen, så går både hans eget og hans families liv hans næse forbi. Intet af dette nævnes med så meget som et ord i bogen. Hans rolle i scenemusicalen ligner filmen, men han har fået tilføjet noget baggrundshistorie hentet fra de originale bøger, hvor han som barn blev ignoreret af sine forældre og plaget af en grusom guvernante. I Disney-filmen fra 1964 er han portrætteret af David Tomlinson; i Radio 4 udgaven fra 2004 spilles han af David Timson.
Han interesserer sig stort set kun for arbejde og forsømmer derfor sine børn gennem hele filmen. Men han var en karakter i udvikling; han ændrer sig gradvist og ender med at være den far, som de fleste børn ville ønske sig vel nok tydeligst udtrykt, da han reparerer børnenes drage og tager dem med på en flyvetur. Selvom det ikke er den samme karakter, som bliver beskrevet i bøgerne, så er han vel gennemført. Selvom han i bøgerne ved ved med at være kæk og streng, syntes Disney, at det ville være en for negativ karakter.
Filmens titel Saving Mr. Banks (udtrykt i filmens klimaks ved hjælp af dialog) tager det udgangspunkt, at Mary Poppins egentlig ikke kommer for at redde børnene men nærmere deres far. Filmens præmis er, at PL Travers skrev romanerne om Mary Poppins i et forsøg på at forsone sig med sine egne manglende evne til som barn at redde sin far for hans egne fejl. Præmissen om faderlig frelse kom tydeligt til udtryk i de højdramatiske øjeblikke i filmen fra 1964 inklusive klimakset med hr. Banks' dystre nattevandring gennem London.

### Fru Banks
Fru Banks er gift med George Banks og børnenes mor. Hendes fornavn nævnes aldrig i bøgerne, men i filmen og teatermusicalen hedder hun Winifred. I bøgerne er hun familiens kæmpende elskerinde og nem at intimere for Mary Poppins, som behandler hende med slet skjult foragt. I filmen er hun udadtil en krigerisk suffragette men opfører sig som en tidstypisk kone derhjemme og bliver nærmest fremstillet som en karikatur. I filmen bliver hendes aktiviteter som suffragette brugt til at forklare, hvorfor hun sommetider ikke havde tid til at passe sine børn. I teatermusicalen er hun en tidligere skuespillerinde under konstant pres fra sin mand, som kæmper for at komme ind i hans sociale omgangskreds. I Disneys film fra 1964 er hun portrætteret af Glynis Johns; i Radio 4 udgaven fra 2004 spilles hun af Deborah Berlin.

### Parkbetjenten
Parkbetjenten er en vigtig birolle i bøgerne. Han er hyppigt brugt i de scener, som foregår i parken, som er et af Marys favoritsteder, når hun tager på udflugt med børnene. Han er temmelig spøjs og super optaget af parkens vedtægter og deslignende. Mary Poppins' magiske eventyr forstyrrer ham i høj grad, og til tider irriterer de ham, men han har lært at acceptere, at der er ting ved hende, som han aldrig kommer til at forstå. I hemmelighed længes han efter sin barndom og griber enhver chance for at deltage i Janes og Michaels børnelege såsom drageflyvning og fyrværkeri. Fugledamen er hans mor, og han fulde navn er Fred Smith. Han er ikke med i filmen fra 1964, men han optræder i teatermusicalen. I musicalen synger han sangen " Let's Go Fly a Kite " med Bert og børnene. Han optrådte i 2018-efterfølgeren, spillet af Steve Nicolson.

### Bert, manden med tændstikkerne
Manden med tændstikkerne eller "Bert" er Mary Poppins' ven. Når det er godt vejr i bøgerne, er han en fortorvstegner, men når det regner, sælger han tændstikker i stedet for, og derfor er han kendt som manden med tændstikkerne. Mary Poppins tager sommetider på udflugt med Bert på sin hver anden torsdag fridag. Bert er også på god fod med Banks' både børn og de øvrige beboere på Cherry Tree Lane. Foruden salg af tændstikker og tegninger har han af og til en tredje beskæftigelse - spille på sin drejelire. I Disneys film fra 1964 er Bert (portrætteret af Dick Van Dyke  ) en kombination af manden med tændstikkerne og skorstensfejer og er en større del af børnenes eventyr, hvilket også indbefatter at tage sig af Marys onkel Albert og give hr. Banks gode råd om at være far. I teatermusicalen har han en lignende rolle som fortæller og fjern ven af Mary og familien Banks' børn. I filmen fra 2018 siger Berts lærling Jack, at Bert havde tjent nok penge til at forlade London og nu rejser verden rundt.

### Frøken Lark
Frøken Lucinda Lark er naboen fra Cherry Tree Lane nummer 17. Hun er yderst velhavende og bor i et stort palæ. Hun ejer to hunde: Andrew og Willoughby. Oprindeligt havde hun kun den racerene Andrew, men gadekrydset Willoughby blev optaget i familien efter Andrews ønske (Mary Poppins oversætter hundens sprog til engelsk). Lucinda optræder med jævne mellemrum i bøgerne og er normalt bestyrtet over Mary Poppins magiske kunster. Mest bemærkelsesværdigt er hendes specielle interesse for sine hunde, og hun er kendt for at tage dem med til frisøren og endda købe pelsfrakker og støvler til dem. Hun er kun en lille bifigur i både filmen og teatermusicalen. Både i filmen og musicalen har hun kun én hund. I filmen har hun kun Andrew, mens hun i musicalen kun har Willoughby. Willoughby er også med i efterfølgeren. I den første film bliver hun portrætteret af Marjorie Bennett, mens hun spilles af Sudha Bhuchar i efterfølgeren, og Willoughby spilles af dyreskuespilleren "Ash".

### Admiral Boom
Admiral Boom bor også på Cherry Tree Lane. Han var søofficer men bor nu i et hus udformet som et skib med fru Boom og hans assistent, Binnacle, som er en tidligere pirat. Han sprog er krydret med farverigt sømandsjargon, selvom han, fordi bøgerne er beregnet til børn, aldrig rigtigt bander; hans favoritfrase er "Splitte min kråse!" I filmen er han en af familien Banks' naboer, og han fyrer en kanonsalut af for at markere tiden; denne version af Admiralen er noget mindre sprælsk og nærmere en ordentlig " Shipsshape og Bristol mode " sømand, som insisterer på orden og punktlighed. I den originale film er han portrætteret af Reginald Owen; i efterfølgeren fra 2018 er han portrætteret af David Warner .

### Øvrige tjenestefolk
I bøgerne har familien Banks' ansat tre andre tjenestefolk udover Mary Poppins: Ellen, Mrs. Brill og Robertson Ay . Ellen er tjenestepige, og selvom hun elsker børnene, hader hun at tage sig af dem, når der ikke er nogen barnepige i huset. Hun er nærmest kronisk forkølet. Fru Brill er kok; hun nærer en særlig modvilje mod Ellen. Hun er tit misfornøjet uden grund. Robertson Ay er stik i rend dreng. En yderst doven og glemsom teenager der for eksempel ødelægger hr. Banks' hat ved at smøre den ind i skosværte. I Mary Poppins Comes Back antydes det, at han er den nar, som Mary Poppins fortæller børnene om i en historie, som handler om en konge, der bliver ledt på afveje af narren (Jester). I filmen er fru Brill og Ellen med (spillet af henholdsvis Reta Shaw og Hermione Baddeley) men ikke Robertson Ay; musicalen indeholder Mrs. Brill og Robertson Ay men har udeladt Ellen. Det er kun Ellen, som medvirker i filmen fra 2018, portrætteret af Julie Walters. Det bliver ikke forklaret, hvad der er blevet er af fru Brill.

### Mary Poppins' venner og familie
- Fugledamen: En ældre dame, som sidder på St Paul's Cathedrals trappe og fodrer fuglene. Hun sælger brødkrummer i poser til de forbipasserende for en daler pr stk. Hendes refræn er 'køb fuglefrø, en daler pr stk.'. Hun ses et par gange i løbet af bøgerne som en af Marys venner. Vi får senere at vide, at hun er parkbetjentens mor, og hendes rigtige navn er 'fru Smith'. Hun er med i filmen fra 1964 spillet af Jane Darwell (hendes sidste filmoptræden) og er emnet for sangen " Feed the Birds ", sunget af Poppins. Hun spiller også en lignende rolle i musicalen, hvor hun også synger sangen Feed the Birds som duet med Mary.
- Mrs Clara Corry: En ekstremt gammel kvinde, som menes muligvis at være verdens ældste kvinde. Man siger, at hun var teenager ved verdens skabelse, og både har kendt Vilhelm Erobreren og Alfred den Store. Hun sælger honningkager fra egen butik. Hun er i stand til at klippe sine egne fingre af, så de omgående bliver til karameller eller andet slik, samtidig med at hendes egne fingre vokser ud igen. Hun ses adskillige gange i løbet af bøgerne sammen med sine døtre. Fru Corry er en mindre birolle i filmen fra 1964, spillet af Alma Lawnton. I musicalen har hun en større birolle og ejer en 'samtalebutik', der synger sangen " Superkolofantalistikekspliakisofisk" sammen med Mary og Bert. I Radio 4 udgaven fra 2004 spilles hun af Phyllida Law .
- Annie og Fannie: Fru Corrys ekstremt store døtre, som hun konstant piner og plager. De ledsager næsten altid deres mor. De har små roller både i filmen fra 1964 og musicalen.
- Albert Wigg: Marys onkel, rimeligvis hendes mors bror; en stor rund jovial mand med et skaldet hoved. Hvis hans fødselsdag falder på en fredag, bliver han så fuld af 'lattergas', at han svæver rundt. Han optræder i filmen fra 1964 som onkel Albert, spillet af Ed Wynn, og synger sangen " I Love to Laugh " med Bert. Han er fraværende i musicalen.
- Arthur og Topsy Turvy: Marys fætter og hans kone. Arthur Turvy istandsætter gammelt ragelse, og han har en lidelse, som tvinger ham til at gøre det modsatte af, hvad han ønsker (f.eks. stå på hovedet, når han vil stå normalt) mellem kl 15 og 18 hver anden mandag i hver måned. Trods dette forelsker han sig i Topsy og gifter sig med hende. Topsy Turvy blev portrætteret af Meryl Streep i filmen Mary Poppins vender tilbage. I BBC Radio 4 udgaven fra 2004 spilles Arthur af Andrew Sachs .
- Fred Twigley: Mary Poppins' fætter. Han kan få syv ønsker opfyldt på den første nymåne, efter den anden regnfulde søndag, efter den 3. maj, som en gave fra sin gudmor.
- Ballondamen: En gammel dame og Marys ven, som sælger balloner i parken. Hendes balloner viser sig at være magiske, for køberens navn står skrevet på dem. Hun optrådte i efterfølgeren fra 2018, spillet af Angela Lansbury .
- Nellie-Rubina og onkel Dodger: To trædukker på størrelse med mennesker med flade ansigter. De driver en "samtalebutik", der er udformet som Noas Ark. I teatermusicalen optræder Nellies samtalebutik men drives i stedet af Mrs. Corry.
- Neleus: En marmorstatue af den græsk mytologiske karakter, Neleus. Han bliver bragt til live af Mary Poppins, og han afslører, at han længes efter at blive genforenet med sin far, Poseidon. Han medvirker i teatermusicalen i scenen "Jolly Holiday".
- Orion: Baseret på både den mytologiske karakter og personificeringen af stjernebilledet er Orion en af Marys venner. Han kommer ofte ned på Jorden fra himlen for at mødes med hende.

### Andre
- Miss Andrew: Hr. Banks' meget intimiderende tidligere barnepige. Hun er ekstremt streng og ofte ond, hvilket har givet hende tilnavnet 'Helligskrækken'. Alle frygter hende, inklusiv Hr. Banks, men ikke Mary Poppins. Miss Andrew forsøger at tiltvinge sig adgang til familien Banks' børns liv, i første omgang ved permanent at flytte ind i deres hjem og dernæst ved at flytte ved siden af men bliver stoppet af Poppins. Selvom hun ikke er med i alle bøgerne, bliver hun ofte nævnt. Fru Banks truer endda med at ansætte hende, hvis børnene ikke er artige. Mens hun er fraværende i filmen, har hun en fremtrædende rolle i teatermusicalen. Hun ligner sin karakter i bøgerne og synger sangen "Brimstone and Treacle" med henvisning til den "medicin", hun giver til børn som straf.
- Skorstenfejeren: Skorstensfejeren ses ved nogle få lejligheder som en håndværker, der ofte er til stede på Cherry Tree Lane. Han har arbejdet for Miss Lark, Admiral Boom og familien Banks. Han mener, det bringer held og lykke at give hånd med et skorstensfejer og opfordrer alle, der møder ham, til at give ham hånden. Skorstensfejeren er på rigtig god fod med børnene fra familien Banks', og ved en lejlighed, sammen med Bert og Parkbetjenten, tager han dem med for at se fyrværkeri. I både filmen og musicalen smeltes skorstensfejeren ind i Berts karakter og får en meget større rolle. Overtroen om at give hånd med en skorstensfejer refereres til i sangen " Chim Chim Cher-ee ". Skorstensfejeren er smeltet sammen med Berts karakter og portrætteres af Dick Van Dyke i filmen fra 1964.
- Konstabel Egbert: Den lokale politibetjent. Han er en god ven af parkbetjenten og hemmeligt forelsket i Ellen, Banks' tjenestepige. Han er trilling, og hans to brødre 'Herbert' og 'Albert' er også politibetjente, selvom de ifølge ham har helt forskellige personligheder. I filmen er hans efternavn Jones, og han spilles af Arthur Treacher. Han gør også en kort optræden i teatermusicalen.
- Professor: En ældre herre, som bor på Cherry Tree Lane. Han er meget venlig mod frøken Lark, og det antydes, at han er forelsket i hende.
- Ismanden: En gadesælger, der cykler rundt på sin isvogn og sælger is. Han ses hist og og her i bøgerne.
- Overborgmesteren: Den lokale borgmester er en hyppig gæst i og omkring Cherry Tree Lane. Han ankommer ofte til parken for at tjekke parkbetjenten, som han ikke altid stoler på. Overborgmesteren er ofte ledsaget af to rådmænd.
- Premierminister: Den britiske premierminister er ofte tilstede i scener sammen med parkbetjenten og borgmesteren.

### Karakterer med kun én optræden
- Den røde ko: En selvbeskrevet 'modelko', som Mary Poppins husker som hendes mors gode ven. En nedfalden stjerne blev engang fanget på hendes horn og udløste en ukontrollerbar danserefleks, indtil hun i desperation hoppede over månen. Uventet finder hun ud af, at hun savner den glæde, som dansen gav hende, og efter råd fra Mary Poppins' mor beslutter hun sig for at lede efter en anden stjerne. I Mary Poppins ser Michael den røde ko gå ned ad Cherry Tree Lane på jagt efter en stjerne, hvilket får Mary Poppins til at fortælle sin historie til børnene.
- Maja: Den anden datter af de syv Plejader, som besøger børnene under deres juleindkøb for at købe gaver til alle sine seks søstre.
- Hamadryaden: En gammel og klog slange (en kongekobra), tildelt titlen 'kongen af alle dyr', som er Mary Poppins' grandfætter på mødrene side. Han bor i London Zoo. Han er vært for Mary Poppins fødselsdagsfest, hver gang den falder på fuldmåne.

|                  | Mary Poppins (1934) | Mary Poppins Comes Back (1935) | Mary Poppins Opens the Door (1943) | Mary Poppins in the Park (1952) | Mary Poppins from A to Z (1962) | Mary Poppins in the Kitchen (1975) | Mary Poppins in Cherry Tree Lane (1982) | Mary Poppins in the House Next Door (1988) | Mary Poppins (1964 film) | Mary Poppins (2004 musical) | Mary Poppins Returns (2018 film) |
| Book series      | Book series         | Book series                    | Book series                        | Book series                     | Book series                     | Book series                        | Book series                             | Disney adaptation                          | Disney adaptation        | Disney adaptation           |                                  |
| ---------------- | ------------------- | ------------------------------ | ---------------------------------- | ------------------------------- | ------------------------------- | ---------------------------------- | --------------------------------------- | ------------------------------------------ | ------------------------ | --------------------------- | -------------------------------- |
| Mary Poppins     | Ja                  | Ja                             | Ja                                 | Ja                              | Ja                              | Ja                                 | Ja                                      | Ja                                         | Ja                       | Ja                          | Ja                               |
| Parrot Umbrella  | Ja                  | Ja                             | Ja                                 | Ja                              | Ja                              | Ja                                 | Ja                                      | Ja                                         | Ja                       | Ja                          | Ja                               |
| Jane             | Ja                  | Ja                             | Ja                                 | Ja                              | Ja                              | Ja                                 | Ja                                      | Ja                                         | Ja                       | Ja                          | Ja                               |
| Michael          | Ja                  | Ja                             | Ja                                 | Ja                              | Ja                              | Ja                                 | Ja                                      | Ja                                         | Ja                       | Ja                          | Ja                               |
| John             | Ja                  | Ja                             | Ja                                 | Ja                              | Ja                              | Ja                                 | Ja                                      | Nej                                        | Nej                      | Nej                         | Nej                              |
| Barbara          | Ja                  | Ja                             | Ja                                 | Ja                              | Ja                              | Ja                                 | Ja                                      | Ja                                         | Nej                      | Nej                         | Nej                              |
| Annabel          | Nej                 | Ja                             | Ja                                 | Ja                              | Ja                              | Ja                                 | Ja                                      | Ja                                         | Nej                      | Nej                         | Nej                              |
| Mr. Banks        | Ja                  | Ja                             | Ja                                 | Ja                              | Ja                              | Ja                                 | Ja                                      | Ja                                         | Ja                       | Ja                          | Nej                              |
| Mrs. Banks       | Ja                  | Ja                             | Ja                                 | Ja                              | Ja                              | Ja                                 | Ja                                      | Ja                                         | Ja                       | Ja                          | Nej                              |
| Park Keeper      | Nej                 | Ja                             | Ja                                 | Ja                              | Ja                              | Ja                                 | Ja                                      | Ja                                         | Nej                      | Ja                          | Ja                               |
| Bert             | Ja                  | Ja                             | Ja                                 | Ja                              | Ja                              | Nej                                | Ja                                      | Nej                                        | Ja                       | Ja                          | Nej                              |
| Ellen            | Ja                  | Ja                             | Ja                                 | Ja                              | Ja                              | Nej                                | Ja                                      | Ja                                         | Ja                       | Nej                         | Ja                               |
| Mrs. Brill       | Ja                  | Ja                             | Ja                                 | Ja                              | Ja                              | Ja                                 | Nej                                     | Ja                                         | Ja                       | Ja                          | Nej                              |
| Robertson Ay     | Ja                  | Ja                             | Ja                                 | Ja                              | Ja                              | Nej                                | Nej                                     | Ja                                         | Nej                      | Ja                          | Nej                              |
| Admiral Boom     | Ja                  | Ja                             | Ja                                 | Ja                              | Ja                              | Ja                                 | Ja                                      | Ja                                         | Ja                       | Ja                          | Ja                               |
| Miss Lark        | Ja                  | Ja                             | Ja                                 | Ja                              | Ja                              | Ja                                 | Ja                                      | Ja                                         | Ja                       | Ja                          | Ja                               |
| Mrs. Corry       | Ja                  | Nej                            | Ja                                 | Ja                              | Ja                              | Ja                                 | Ja                                      | Nej                                        | Ja                       | Ja                          | Nej                              |
| Bird Woman       | Ja                  | Nej                            | Ja                                 | Ja                              | Ja                              | Ja                                 | Ja                                      | Nej                                        | Ja                       | Ja                          | Nej                              |
| Miss Andrew      | Nej                 | Ja                             | Ja                                 | Ja                              | Nej                             | Nej                                | Nej                                     | Ja                                         | Nej                      | Ja                          | Nej                              |
| Albert Wigg      | Ja                  | Nej                            | Ja                                 | Ja                              | Nej                             | Nej                                | Nej                                     | Nej                                        | Ja                       | Nej                         | Nej                              |
| Topsy Turvy      | Nej                 | Ja                             | Ja                                 | Nej                             | Nej                             | Ja                                 | Ja                                      | Nej                                        | Nej                      | Nej                         | Ja                               |
| Arthur Turvy     | Nej                 | Ja                             | Ja                                 | Nej                             | Nej                             | Ja                                 | Ja                                      | Nej                                        | Nej                      | Nej                         | Ja                               |
| Balloon Woman    | Nej                 | Ja                             | Ja                                 | Nej                             | Ja                              | Nej                                | Nej                                     | Nej                                        | Nej                      | Nej                         | Ja                               |
| Sweep            | Nej                 | Ja                             | Ja                                 | Nej                             | Ja                              | Nej                                | Nej                                     | Nej                                        | Ja                       | Ja                          | Nej                              |
| Fannie & Annie   | Ja                  | Nej                            | Ja                                 | Ja                              | Nej                             | Ja                                 | Ja                                      | Nej                                        | Ja                       | Ja                          | Nej                              |
| Fred Twigley     | Nej                 | Nej                            | Ja                                 | Nej                             | Nej                             | Ja                                 | Nej                                     | Nej                                        | Nej                      | Nej                         | Nej                              |
| Nellie Rubina    | Nej                 | Ja                             | Ja                                 | Nej                             | Nej                             | Nej                                | Nej                                     | Nej                                        | Nej                      | Nej                         | Nej                              |
| Uncle Dodger     | Nej                 | Ja                             | Ja                                 | Nej                             | Nej                             | Nej                                | Nej                                     | Nej                                        | Nej                      | Nej                         | Nej                              |
| Neleus           | Nej                 | Ja                             | Ja                                 | Ja                              | Nej                             | Nej                                | Nej                                     | Nej                                        | Nej                      | Ja                          | Nej                              |
| Constable Egbert | Ja                  | Ja                             | Ja                                 | Ja                              | Ja                              | Ja                                 | Ja                                      | Nej                                        | Ja                       | Ja                          | Nej                              |
| Professor        | Ja                  | Ja                             | Ja                                 | Ja                              | Ja                              | Nej                                | Ja                                      | Nej                                        | Nej                      | Nej                         | Nej                              |
| Mrs. Boom        | Ja                  | Ja                             | Ja                                 | Ja                              | Nej                             | Nej                                | Ja                                      | Ja                                         | Nej                      | Nej                         | Nej                              |
| Binnacle         | Nej                 | Nej                            | Ja                                 | Nej                             | Ja                              | Nej                                | Nej                                     | Ja                                         | Ja                       | Nej                         | Ja                               |
| Orion            | Nej                 | Ja                             | Nej                                | Nej                             | Nej                             | Nej                                | Ja                                      | Nej                                        | Nej                      | Nej                         | Nej                              |
| Ice Cream Man    | Nej                 | Ja                             | Ja                                 | Ja                              | Ja                              | Ja                                 | Ja                                      | Nej                                        | Nej                      | Nej                         | Nej                              |
| Prime Minister   | Nej                 | Ja                             | Ja                                 | Ja                              | Ja                              | Nej                                | Ja                                      | Ja                                         | Nej                      | Nej                         | Nej                              |
| Lord Mayor       | Nej                 | Ja                             | Ja                                 | Ja                              | Ja                              | Nej                                | Nej                                     | Nej                                        | Nej                      | Nej                         | Nej                              |
| Aldermen         | Nej                 | Nej                            | Ja                                 | Ja                              | Ja                              | Nej                                | Nej                                     | Nej                                        | Nej                      | Nej                         | Nej                              |
| Andrew           | Ja                  | Ja                             | Ja                                 | Ja                              | Ja                              | Ja                                 | Ja                                      | Ja                                         | Ja                       | Nej                         | Nej                              |
| Willoughby       | Ja                  | Ja                             | Ja                                 | Ja                              | Ja                              | Ja                                 | Ja                                      | Ja                                         | Nej                      | Ja                          | Ja                               |

## Fodnoter
1. ↑  Der er en rigtig gade i London med navnet Cherry Tree Lane, i South Hornchurch.